# Javier Suárez (Radsportler)
Javier Amado Suárez Cueva (* 3. November 1943 in Donmatías) ist ein ehemaliger kolumbianischer Radrennfahrer.

## Sportliche Laufbahn
Suárez war Straßenradsportler und Teilnehmer der Olympischen Sommerspiele in Tokio. Im olympischen Straßenrennen wurde er 21. Im Mannschaftszeitfahren kam das Team mit Rubén Darío Gómez, Pablo Hernández, Javier Suárez und Pedro Julio Sánchez auf den 21. Platz.
1965 wurde er Gesamtsieger der Vuelta a Colombia. 1968 wurde er Zweiter hinter Pedro Julio Sánchez, 1962 war er Dritter der Gesamtwertung. In dem Etappenrennen holte er 1962, 1963, 1964, 1965 (fünffach), 1966 und 1967 jeweils Etappensiege. 1966 siegte er in der Bergwertung der Rundfahrt. 1965 und 1966 gewann er die Rundfahrt Clásico RCN. 1965, 1966 und 1968 gewann er dort Etappen. 1966 sicherte er sich die Bergwertung in dem Rennen.
Bei den Zentralamerikanischen und karibischen Spielen 1966 gewann er die Goldmedaille im Mannschaftszeitfahren, im Einzelrennen wurde er Zweiter hinter Martín Emilio Rodríguez.